# Baharuia gracilis
Baharuia gracilis är en oleanderväxtart som beskrevs av D.J. Middleton. Baharuia gracilis ingår i släktet Baharuia och familjen oleanderväxter. Inga underarter finns listade i Catalogue of Life.